# Капрера
Капрера е малък остров в бреговете на Сардиния, Италия, който е разположен в архипелаг Ла Мадалена.
Районът на остров Ла Мадалена е туристическа дестинация и е известен най-вече като мястото, където Джузепе Гарибалди е живял през 1856-1882 г.
Този остров е бил обявен за национален резерват тъй като в него живеят специфични видове морски птици, като например Кралската морска чайка, Дяволица и Сокол скитник. Името на острова най-често се свързва Джизепе Гарибалди, италианцки патриот и боец, който е живял през девнадесети век и бил е един от бащите на Рисорджименто, италианското движение за обединението. Той купува острова през 1855 г. умира на него през 1882 г., неговата къща e музей и паметна капела, а островът като цяло е национална забележителност. Островът Карпера е свързан островът Ла Мадалена чрез 600 метрова пътна дига.
Островът най-вероятно е получил името си от многобройните диви кози, които го обитават, карпа на италиански означава коза.
Карпера е вторият по големина остров в архипелара и повърхността му се състои от 15,7 km², той също така има и брегова ивица от 45 километра. Най-високата точка на острова е Монте Тежалоне на височина 212 метра. На югозападната част се намира много важен плавателен център.
Много останки от римски товарни кораби включително и лодката на Гарибалди са били намерени там. След римската окупация остров Карпера остава запустял за векове преди да бъде населен от група овчари. По-късно през 1855 г. Гарибалди решава да се настани там, той е засял първите цъфтящи борови дървета, които и до днес покриват острова. Век след смъртта на Гарибалди островът е бил освободен от оупация от военните и сега е напълно отворена зона за посещения.